# Regierung Keating I
Die Regierung Keating I regierte Australien vom 20. Dezember 1991 bis zum 24. März 1993. Die Regierung wurde von der Labor Party gestellt.
Bob Hawke war seit dem 3. November 1980 Premierminister einer Regierung der Labor Party. 1990/91 begann in Australien eine Rezession. Paul Keating, stellvertretender Premierminister und Schatzminister, forderte am 3. Juni 1991 den Premierminister heraus, konnte sich beim Labor Caucus – den Parlamentsabgeordneten und Senatoren der Labor Party – aber nicht durchsetzen und trat daraufhin von seinen Regierungsämtern zurück. Beim zweiten Versuch am 20. Dezember 1991 konnte sich Keating jedoch gegen Hawke durchsetzen, der daraufhin zurücktrat. Keating wurde Premierminister der Laborregierung. Die Parlamentswahl am 13. März 1993 brachte leichte Gewinne der Labor Party, die zwei Mandate gewann und 80 von 148 Sitzen im Repräsentantenhaus erhielt. Im Senat verlor Labor 2 Mandate und stellte 30 von 76 Senatoren. Die Laborregierung unter Keating wurde fortgesetzt.

## Ministerliste
| Kabinett                                                                                        | Kabinett          | Kabinett                              | Kabinett |
| Amt                                                                                             | Minister          | Amtszeit                              | Bild     |
| ----------------------------------------------------------------------------------------------- | ----------------- | ------------------------------------- | -------- |
| Premierminister                                                                                 | Paul Keating      | 20. Dezember 1991 – 24. März 1993     |          |
| stellvertretender Premierminister                                                               | Brian Howe        | 20. Dezember 1991 – 24. März 1993     |          |
| Minister für Gesundheit, Wohnraum und Community Services                                        | Brian Howe        | 20. Dezember 1991 – 24. März 1993     |          |
| Schatzminister                                                                                  | Ralph Willis      | 20. Dezember 1991 – 27. Dezember 1991 |          |
| Schatzminister                                                                                  | John Dawkins      | 27. Dezember 1991 – 24. März 1993     |          |
| Minister für Industrie, Technologie und Gewerbe                                                 | John Button       | 20. Dezember 1991 – 24. März 1993     |          |
| Minister für Äußeres und Handel                                                                 | Gareth Evans      | 20. Dezember 1991 – 24. März 1993     |          |
| Finanzminister                                                                                  | Kim Beazley       | 20. Dezember 1991 – 27. Dezember 1991 |          |
| Finanzminister                                                                                  | Ralph Willis      | 27. Dezember 1991 – 24. März 1993     |          |
| Generalstaatsanwalt                                                                             | Michael Duffy     | 20. Dezember 1991 – 24. März 1993     |          |
| Minister für Arbeit, Bildung und Ausbildung                                                     | John Dawkins      | 20. Dezember 1991 – 27. Dezember 1991 |          |
| Minister für Arbeit, Bildung und Ausbildung                                                     | Kim Beazley       | 27. Dezember 1991 – 24. März 1993     |          |
| Minister für Verkehr und Kommunikation                                                          | John Kerin        | 20. Dezember 1991 – 27. Dezember 1991 |          |
| Minister für Verkehr und Kommunikation                                                          | Graham Richardson | 27. Dezember 1991 – 19. Mai 1992      |          |
| Minister für Verkehr und Kommunikation                                                          | Bob Collins       | 27. Mai 1992 – 24. März 1993          |          |
| Minister für die Grundstoffindustrie und Energie                                                | Simon Crean       | 20. Dezember 1991 – 24. März 1993     |          |
| Sozialminister                                                                                  | Graham Richardson | 20. Dezember 1991 – 27. Dezember 1991 |          |
| Sozialminister                                                                                  | Neal Blewett      | 27. Dezember 1991 – 24. März 1993     |          |
| Vizepräsident des Executive Council                                                             | Graham Richardson | 20. Dezember 1991 – 18. Mai 1992      |          |
| Vizepräsident des Executive Council                                                             | Ralph Willis      | 27. Mai 1992 – 24. März 1993          |          |
| Verteidigungsminister                                                                           | Robert Ray        | 20. Dezember 1991 – 24. März 1993     |          |
| Minister für Einwanderung, kommunale Regierung und ethnische Angelegenheiten                    | Gerry Hand        | 20. Dezember 1991 – 24. März 1993     |          |
| Ministerin für Kultur, Sport, Umwelt, Tourismus und Territorien                                 | Ros Kelly         | 20. Dezember 1991 – 27. Dezember 1991 |          |
| Ministerin für Kultur, Sport, Umwelt und Territorien                                            | Ros Kelly         | 27. Dezember 1991 – 24. März 1993     |          |
| Minister für industrielle Beziehungen                                                           | Peter Cook        | 20. Dezember 1991 – 24. März 1993     |          |
| Minister für administrative Dienstleistungen                                                    | Nick Bolkus       | 20. Dezember 1991 – 24. März 1993     |          |
| Tourismusminister                                                                               | Alan Griffiths    | 27. Dezember 1991 – 24. März 1993     |          |
| Minister für Nordaustralien                                                                     | Bob Collins       | 27. Dezember 1991 – 27. Mai 1992      |          |
| Minister für Nordaustralien                                                                     | Ben Humphreys     | 27. Mai 1992 – 24. März 1993          |          |
| Minister für Handel und Überseeentwicklung                                                      | Neal Blewett      | 20. Dezember 1991 – 27. Dezember 1991 |          |
| Minister für Veteranen                                                                          | Ben Humphreys     | 27. Mai 1992 – 24. März 1993          |          |
| Minister für Schiff- und Luftfahrt                                                              | Bob Collins       | 27. Dezember 1991 – 27. Mai 1992      |          |
| Minister für Schiff- und Luftfahrt                                                              | Peter Cook        | 27. Mai 1992 – 24. März 1993          |          |
|                                                                                                 |                   |                                       |          |
| Juniorminister                                                                                  |                   |                                       |          |
| Minister für Nordaustralien                                                                     | Bob Collins       | 21. Dezember 1991 – 27. Dezember 1991 |          |
| Minister für Senioren, Familien und Gesundheitsdienste                                          | Peter Staples     | 20. Dezember 1991 – 24. März 1993     |          |
| Minister für Veteranen                                                                          | Ben Humphreys     | 20. Dezember 1991 – 27. Mai 1992      |          |
| Minister für Wissenschaft und Technologie                                                       | Ross Free         | 20. Dezember 1991 – 24. März 1993     |          |
| Minister für Kleinunternehmen und Zölle                                                         | David Beddall     | 20. Dezember 1991 – 27. Dezember 1991 |          |
| Minister für Kleinunternehmen, Bau und Zölle                                                    | David Beddall     | 27. Dezember 1991 – 24. März 1993     |          |
| Minister für Handel und Überseeentwicklung                                                      | John Kerin        | 27. Dezember 1991 – 24. März 1993     |          |
| Minister für Justiz und Verbraucherschutz                                                       | Michael Tate      | 20. Dezember 1991 – 27. Mai 1992      |          |
| Justizminister                                                                                  | Michael Tate      | 27. Mai 1992 – 24. März 1993          |          |
| Ministerin für Verbraucherschutz                                                                | Jeannette McHugh  | 27. Mai 1992 – 24. März 1993          |          |
| Minister für Hochschulen und Arbeit                                                             | Peter Baldwin     | 20. Dezember 1991 – 24. März 1993     |          |
| Minister für Aborigines und die Bewohner der Torres-Strait-Inseln                               | Robert Tickner    | 20. Dezember 1991 – 24. März 1993     |          |
| Minister für Schiff- und Luftfahrt                                                              | Bob Collins       | 20. Dezember 1991 – 27. Dezember 1991 |          |
| Minister für Landverkehr                                                                        | Bob Brown         | 20. Dezember 1991 – 24. März 1993     |          |
| Minister für Rohstoffe                                                                          | Alan Griffiths    | 20. Dezember 1991 – 24. März 1993     |          |
| Familienminister                                                                                | David Simmons     | 27. Dezember 1991 – 24. März 1993     |          |
| Minister für Rüstungsforschung und -personal                                                    | Gordon Bilney     | 20. Dezember 1991 – 24. März 1993     |          |
| Minister/in für kommunale Regierung                                                             | Wendy Fatin       | 20. Dezember 1991 – 27. Dezember 1991 |          |
| Minister/in für kommunale Regierung                                                             | David Simmons     | 27. Dezember 1991 – 24. März 1993     |          |
| Minister für Kultur, Tourismus und Territorien                                                  | David Simmons     | 20. Dezember 1991 – 27. Dezember 1991 |          |
| Ministerin für Kultur und Territorien                                                           | Wendy Fatin       | 27. Dezember 1991 – 24. März 1993     |          |
|                                                                                                 |                   |                                       |          |
| Assistant Minister und parlamentarische Staatssekretäre                                         |                   |                                       |          |
| Assistant Minister für Beziehungen zwischen Commonwealth und Staat beim Premierminister         | Brian Howe        | 20. Dezember 1991 – 24. März 1993     |          |
| Assistant Minister für Wissenschaft beim Premierminister                                        | Ross Free         | 20. Dezember 1991 – 27. Dezember 1991 |          |
| Assistant Minister für soziale Gerechtigkeit beim Premierminister                               | Brian Howe        | 20. Dezember 1991 – 24. März 1993     |          |
| Assistant Minister für die Stellung der Frauen beim Premierminister                             | Wendy Fatin       | 20. Dezember 1991 – 24. März 1993     |          |
| Assistant Minister für den Öffentlichen Dienst beim Premierminister                             | Peter Cook        | 20. Dezember 1991 – 24. März 1993     |          |
| Assistant Minister für multikulturelle Angelegenheiten beim Premierminister                     | Gerry Hand        | 20. Dezember 1991 – 24. März 1993     |          |
| Assistant Minister für Aussöhnung mit den Aborigines beim Premierminister                       | Robert Tickner    | 20. Dezember 1991 – 24. März 1993     |          |
| Assistant Minister zur Unterstützung des Premierministers                                       | Ross Free         | 27. Dezember 1991 – 24. März 1993     |          |
| Assistant Minister im Schatzministerium                                                         | Ross Free         | 20. Dezember 1991 – 27. Dezember 1991 |          |
| Assistant Minister im Schatzministerium                                                         | Peter Baldwin     | 27. Dezember 1991 – 24. März 1993     |          |
| Assistant Minister im Ministerium für Industrie, Technologie und Gewerbe                        | Neal Blewett      | 20. Dezember 1991 – 27. Dezember 1991 |          |
| Minister für die Grundstoffindustrie und Energie                                                | Neal Blewett      | 20. Dezember 1991 – 27. Dezember 1991 |          |
| Assistant Minister im Ministerium für Einwanderung                                              | Michael Tate      | 27. Mai 1992 – 24. März 1993          |          |
| Parlamentarischer Staatssekretär beim Premierminister                                           | Roger Price       | 20. Dezember 1991 – 27. Dezember 1991 |          |
| Parlamentarischer Staatssekretär beim Premierminister                                           | Laurie Brereton   | 27. Dezember 1991 – 24. März 1993     |          |
| Parlamentarischer Staatssekretär im Ministerium für Gesundheit, Wohnraum und Community Services | Gary Johns        | 27. Dezember 1991 – 24. März 1993     |          |
| Parlamentarischer Staatssekretär im Schatzministerium                                           | Bob McMullan      | 20. Dezember 1991 – 24. März 1993     |          |
| Parlamentarischer Staatssekretär im Ministerium für Äußeres und Handel                          | Stephen Martin    | 27. Dezember 1991 – 24. März 1993     |          |
| Parlamentarischer Staatssekretär beim Generalstaatsanwalt                                       | John Dawkins      | 27. Dezember 1991 – 24. März 1993     |          |
| Parlamentarischer Staatssekretär im Ministerium für Verkehr und Kommunikation                   | Warren Snowdon    | 20. Dezember 1991 – 27. Mai 1992      |          |
| Parlamentarischer Staatssekretär im Ministerium für Arbeit, Bildung und Training                | Warren Snowdon    | 27. Mai 1992 – 24. März 1993          |          |
| Parlamentarischer Staatssekretär im Sozialministerium                                           | Con Sciacca       | 20. Dezember 1991 – 24. März 1993     |          |
| Parlamentarischer Staatssekretär im Verteidigungsministerium                                    | Roger Price       | 27. Dezember 1991 – 24. März 1993     |          |